# Université de Puget Sound
L'université de Puget-Sound est une université américaine créée en 1888, dont le siège est à Tacoma.

## Personnalités liées à l'université

### Présidents
- 1888–1890 : William D. Tyler
- 1890–1892 : Dr Fletcher B. Chereington
- 1892–1899 : Dr Crawford R. Thoburn
- 1899–1901 : Dr Wilmot Whitfield
- 1901–1903 : Prof. Charles O. Boyer (président temporaire)
- 1903–1904 : Dr Edwin M. Randall Jr.
- 1904–1907 : Dr Joseph E. Williams
- 1907–1909 : Prof. Lee L. Benbow
- 1909–1913 : Dr Julius Christian Zeller
- 1913–1942 : Dr Edward H. Todd
- 1942–1973 : Dr R. Franklin Thompson
- 1973–1992 : Philip M. Phibbs
- 1992–2003 : Susan Resneck Pierce
- 2003-2016 : Ronald R. Thomas
- Depuis 2016 : Isiaah Crawford

### Étudiants
L'année de validation du diplôme est indiquée entre parenthèses
- Bill Baarsma (1964), maire de Tacoma, 2002–2009[1]
- Terry Bain (1989), écrivain[2]
- Scott Bateman(1986), dessinateur de cartoon syndiqué à l'échelle nationale[3]
- Ted Bundy (non diplômé), tueur en série. Transféré à l'université de Washington
- Jose Calugas (1961), a reçu la Medal of Honor
- Terry Castle (1975), professeur d'anglais à l'université Stanford[4]
- Dale Chihuly (non diplômé), artiste verrier
- Jori Chisholm (1997), joueur de cornemuse[5]
- Greg Craven, activiste contre le changement climatique qui a produit une vidéo virale sur YouTube[6]
- Gretchen Fraser (1941), médaillé d'or en slalom aux Jeux olympiques d'hiver de 1948[7]
- Scott Griffin (MBA 1982), CIO de Boeing[8],[9]
- Marion Higgins (1897), centenaire qui est morte à l'âge de 112 et a été brièvement la personne la plus âgée de Californie[10]
- Justin Jaschke (1984), fondateur et ex-PDG de Verio[11]
- Edward LaChapelle (1949), chercheur (avalanche) et glaciologiste[12]
- Rachel Martin (1996), Host, NPR's Weekend Edition Sunday[13]
- Charlie Lowery, joueur de la NBA
- George Obiozor (1969), Ambassadeur américain au Nigeria[14]
- Mike Oliphant (1988), joueur de football professionnel[15]
- Sean Parnell (JD 1987), gouverneur de l'Alaska
- Chris Pirih (1987), créateur de SkiFree, l'un des jeux informatiques séminales dans les premiers jours de Microsoft Windows[16]
- Mike Price (1969), entraîneur de football à l'université du Texas à El Paso[17]
- Christine Quinn-Brintnall (JD 1980), juge à la cour d'appel de Washington [18]
- Ross Shafer (1975-), comédien[19]
- Nicole Shanahan (1985-), femme d'affaires et avocate
- Darby Stanchfield (1993), actrice de télévision (Mad Men et Scandal)
- Rick Steves (non diplômé), producteur de la tournée de Rick Steves. N'a passé qu'un semestre à Puget Sound avant d'être transféré à l'université de Washington.
- Jeff Smith (1967), chef TV , The Frugal Gourmet[20]
- Brian Sonntag (non diplômé), Washington State Auditor
- Hari Sreenivasan (1995), correspondante pour le NewsHour with Jim Lehrer[21]
- Adam West (non diplômé), acteur ayant joué Batman. Transféré à Whitman College
- Milt Woodard (1933), cofondateur de la ligue de football américaine[22]